# Empreita de palma

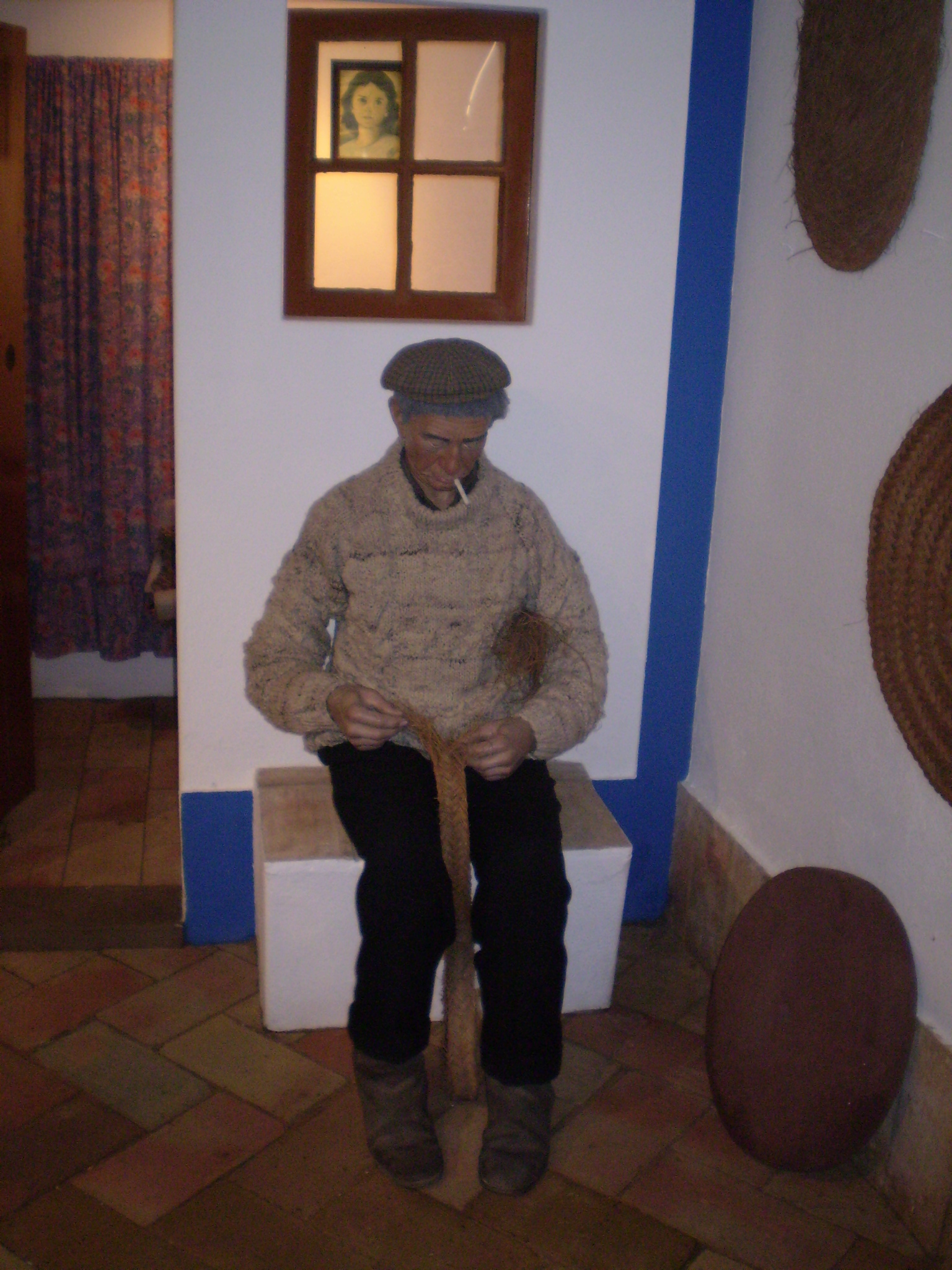
Manequim de um homem fazendo a empreita, no Museu Municipal Dr. José Formosinho, em Lagos

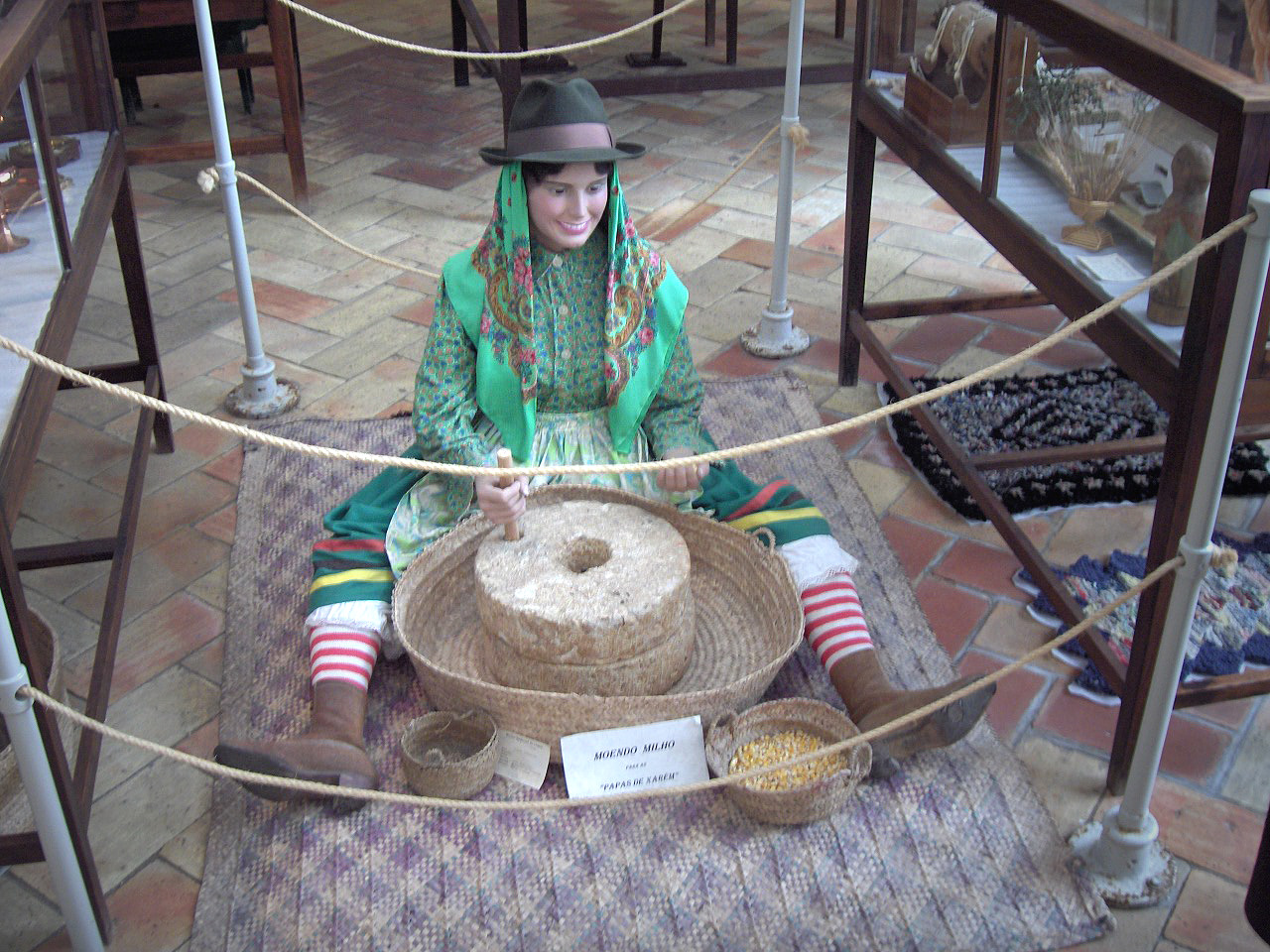
Modelo de produção de Papas de Xarém, no Museu Municipal Dr. José Formosinho, em Lagos. A esteira por baixo do manequim e os cestos foram produzidos em empreita de palma

A Empreita de Palma é uma actividade tradicional portuguesa.

## Caracterização
A empreita de palma, cujo nome provém do facto de ser feita à empreitada, isto é, o preço do produto final depende da quantidade e tipo da matéria prima utilizada, é produzida a partir das folhas de palma.
As folhas de palma, antes de serem utilizadas na empreita, devem ser colhidas, secadas e separadas de acordo com a sua espessura. As folhas de melhor qualidade são, então, submetidas a um banho de enxofre, para clarear, e, se necessário, tingidas.
Produzida principalmente por mulheres, a empreita divide-se em várias fases: inicialmente, entrançam-se as folhas de palma até se formar o objecto pretendido; depois, cortam-se as pontas geradas no processo anterior; em seguida, engoma-se a peça, originalmente utilizando uma concha grande; finalmente, cose-se a peça, utilizado fio de palma molhada.
A finalidade das folhas de palma está directamente ligada à sua espessura: as folhas mais grossas são utilizadas em ceiras, açafates e cestaria, e as folhas mais finas são utilizadas em chapéus, esteiras e outros objectos.
A empreita também pode ser efectuada com outras matérias primas, como o esparto e o vime.

## História
A empreita de palma surgiu com a necessidade de embalar figos, amêndoas e alfarrobas para o seu transporte; passou, então, a ser utilizada noutros objectos quotidianos, na pesca, e com propósitos decorativos. A esteira popularizou-se devido à lacuna de mobiliário nas habitações mais humildes.
Originalmente, a matéria prima provinha do interior Algarvio, embora actualmente, devido à escassez da planta nesta região, as folhas de palma começaram a ser importadas do Sul de Espanha, aonde a produção de palma foi transformada em indústria.
Actualmente, a empreita é efectuada quase totalmente com propósitos decorativos, sendo uma das atracções turísticas na região. Verifica-se, igualmente, uma maior diversidade de materiais utilizados na empreita, como os plásticos e outros materiais reciclados.